# Caspar Jenny (Unternehmer)
Caspar Jenny (* 25. Dezember 1819 in Ziegelbrücke; † 13. Januar 1894 ebenda) war ein Schweizer Textilunternehmer. Er führte das von seinem Vater gegründete Familienunternehmen in Ziegelbrücke in zweiter Generation und entwickelte es zu einem der bedeutendsten Textilbetriebe der Schweiz im 19. Jahrhundert.

## Leben
Caspar Jenny wurde als Sohn des Textilunternehmers Fridolin Jenny (1784–1857), Mitgründer der Barth. Jenny & Cie., und der Anna Margrethe Jenny-Heer (1790–1863) geboren. Er war das einzige überlebende Kind unter zwölf Geschwistern. Nach einer kaufmännischen Ausbildung trat er 1856 als Teilhaber in das Unternehmen Enderlin & Jenny ein, das 1833 von seinem Vater mitbegründet worden war.
Am 14. August 1855 heiratete Jenny die 19-jährige Albertina Dinner (1836–1892) aus Ennenda, die Tochter eines Teilhabers des Handelshauses Dinner & Cie. in Glarus und Ancona (Italien). Das Ehepaar hatte fünf Kinder. Ihr ältester Sohn, Fridolin/Fritz Jenny (1856–1923), wurde nach seinen Grossvätern benannt. Es folgten Margaretha (1858–1874), die mit nur 16 Jahren starb, sowie Kaspar (1860–1910), Albertina (1863–1957) und Emilie (1868–1949).

## Unternehmerisches Wirken
Nach dem Tod seines Vaters Fridolin Jenny im Jahr 1857 trat Caspar Jenny als Teilhaber in das väterliche Unternehmen ein, das zu diesem Zeitpunkt unter dem Namen Enderlin & Jenny firmierte. In den folgenden Jahrzehnten prägte er massgeblich die Entwicklung des Betriebs, den er ab 1880 als alleiniger Inhaber weiterführte. Unter seiner Leitung entwickelte sich die Firma zu einem der bedeutendsten Textilunternehmen der Schweiz im 19. Jahrhundert.
Ein zentraler Schritt war 1869 die Übernahme der teilweise abgebrannten Weberei in Triesen im Fürstentum Liechtenstein. In den 1880er-Jahren folgte eine weitere Expansion nach Italien: 1884 erwarb er eine Spinnerei in Perosa, in der Nähe von Turin. Bereits ein Jahr später beteiligte er sich gemeinsam mit seinen Söhnen und dem Unternehmer Johann Jakob Spoerry-Messikomer (1827–1899) an einer weiteren Spinnerei in Vaduz.
Während seiner aktiven Zeit erlebte die Firma ein beträchtliches Wachstum. Sie verfügte über mehr als 54'000 Spindeln und beschäftigte über 500 Mitarbeitende, was sie zum viertgrössten Industrieunternehmen im Kanton machte. Jenny setzte auf mechanisierte Produktion, kontinuierliche Modernisierung der Anlagen sowie eine geografische Diversifikation seiner Betriebe. Dabei bewies er unternehmerischen Weitblick und Risikobereitschaft, indem er in neue Technologien sowie in soziale Infrastruktur investierte.

## Soziales Engagement
Caspar Jenny zeigte sich nicht nur als erfolgreicher Unternehmer, sondern auch als sozial verantwortlicher Bürger. Er wurde von der Gemeinde Niederurnen im Alter von 40 Jahren für seine kommunalen Verdienste mit dem Ehrenbürgerrecht ausgezeichnet. In seiner Fabrik sorgte er in Krisenzeiten stets für Vollbeschäftigung und kümmerte sich aktiv um das Wohl seiner Arbeiter. Auf dem Fabrikareal stellte er günstige Wohnungen zur Verfügung und richtete einen Landwirtschaftsbetrieb ein, um die Arbeiter und deren Familien mit preiswerten Lebensmitteln zu versorgen. Darüber hinaus engagierte er sich als Berater für die Erziehungsanstalten Linthkolonie bei Ziegelbrücke und Bilten, wo er sich um Waisenkinder aus der Region kümmerte.

## Politisches Engagement
Politisch war Jenny in verschiedenen Ämtern aktiv. Als Ratsherr und Landratspräsident des Kantons Glarus setzte er sich für die regionale Entwicklung und das Wohl seiner Mitbürger ein. Auf eidgenössischer Ebene berief ihn der Bundesrat wiederholt in verschiedene Kommissionen, was sein hohes Ansehen und seine politische Einflussnahme unterstreicht. Er war zudem Mitglied der ersten Bankenkommission des Kantons Glarus, die 1852 die neue Bank des Kantons überwachte, welche als privates Institut mit staatlichen Garantien ins Leben gerufen worden war.

## Nachfolge und Unternehmensentwicklung
Nach seinem Tod im Jahr 1894 übernahmen seine Söhne Caspar Jenny junior und Fritz Jenny die Leitung des Unternehmens, das unter dem Namen Fritz + Caspar Jenny AG weitergeführt wurde. Es blieb über Generationen hinweg in Familienbesitz.